# بزتخته (قره‌عیسی‌لی)
بزتخته (به ترکی استانبولی: Boztahta) یک منطقهٔ مسکونی در ترکیه است که در کارایسالی واقع شده‌است.